# Phare de Ponta do Mel
Le phare de Ponta do Mel (en portugais : Farol Ponta do Mel) est un phare situé au sud d'Areia Branca, dans l'État du Rio Grande do Norte - (Brésil).
Ce phare est la propriété de la Marine brésilienne et il est géré par le Centro de Sinalização Náutica e Reparos Almirante Moraes Rego (CAMR) au sein de la Direction de l'Hydrographie et de la Navigation (DHN).

## Histoire
Le phare a été mis en service le 30 avril 1898 au sommet d'une falaise de la plage de Ponta do Mel, à environ 80 km à l'est d'Areia Branca. C'est une tour métallique cylindrique de 14 m, avec galerie et lanterne blanches érigée à environ 650 m en arrière de la plage. Le phare entier est peint en noir avec deux bandes horizontales blanches.
Le phare maintient un résident permanent. Il est équipé, depuis l'origine, d'un système optique dioptrique de 3e ordre qui a été fabriqué en France. Il émet, à une hauteur focale de 106 m, un éclat blanc (long de 3.5 s) par période de 30 secondes. Sa portée maximale est d'environ 75 km.
Identifiant : ARLHS : BRA174 ; BR0960 - Amirauté : G0154 - NGA : 110-17816.

## Caractéristique dufeu maritime

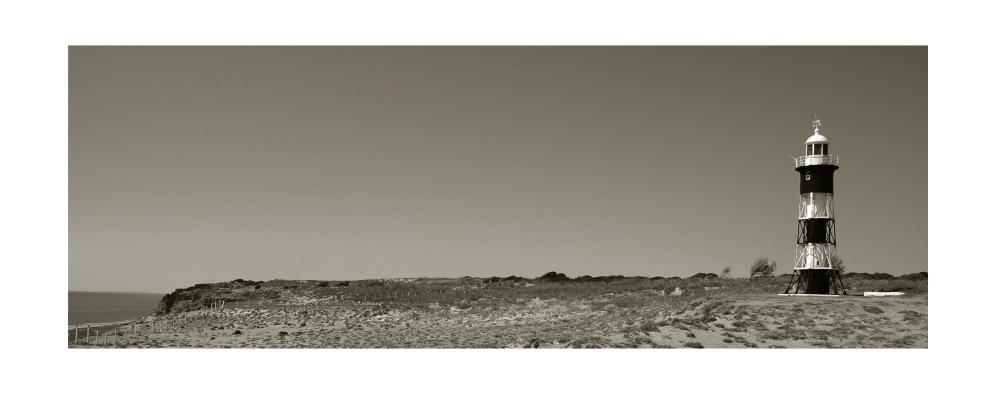
Le phare De ponta do Mel

- Fréquence sur 30 secondes :
  - Lumière : 3.5 secondes
  - Obscurité : 26.5 secondes